# Список млекопитающих Монголии
Список млекопитающих Монголии включает около 130 видов класса Млекопитающие, обитающих, или обитавших в историческое время на территории Монголии, а также виды, интродуцированные и образующие устойчивые популяции.
Следующие теги используются для выделения охранного статуса каждого вида по оценкам МСОП:
| EX | Extinct               | Исчезнувший                       |
| EW | Extinct in the wild   | Исчезнувшие в дикой природе       |
| CR | Critically Endangered | Находится под критической угрозой |
| EN | Endangered            | Находится под угрозой             |
| VU | Vulnerable            | Уязвим                            |
| NT | Near Threatened       | Близкий к угрожающему состоянию   |
| LC | Least Concern         | В наименьшей угрозе               |
| DD | Data Deficient        | Сведения недостаточны             |
| NE | Not Evaluated         | Виды с неисследованным статусом   |

## ОтрядГрызуны(Rodentia)

### СемействоБеличьи(Sciuridae)
- Род Летяги (Pteromys)
  - Обыкновенная летяга (Pteromys volans)

- Род Белки (Sciurus)
  - Обыкновенная белка (Sciurus vulgaris)

- Род Eutamias
  - Азиатский бурундук (Eutamias sibiricus)

- Род Трансберингийские суслики (Urocitellus)
  - Длиннохвостый суслик (Urocitellus undulatus)

- Род Суслики (Spermophilus)
  - Светлохвостый суслик (Spermophilus pallidicauda)[1] ранее особей этого вида относили к  Spermophilus erythrogenys[2]
  - Алашанский суслик (Spermophilus alashanicus)
  - Даурский суслик (Spermophilus dauricus)

- Род Сурки (Marmota)
  - Серый, или алтайский, сурок (Marmota baibacina)
  - Сурок-тарбаган, или монгольский сурок (Marmota sibirica)

### СемействоСоневые(Gliridae)
- Род Лесные сони (Dryomys)
  - Лесная соня (Dryomys nitedula)

### СемействоБобровые(Castoridae)
- Род Бобры (Castor)
  - Обыкновенный, или речной, бобр (Castor fiber)

### СемействоТушканчики(Dipodidae)[3]
- Род Земляные зайцы, или Тушканчики (Allactaga)
  - Тушканчик-прыгун, или монгольский тушканчик (Allactaga sibirica)
  - Малый тушканчик, или земляной зайчик (Allactaga elater)
  - Гобийский тушканчик (Allactaga bullata)
  - Южногобийский тушканчик[4] (Allactaga bulikunica)[1]
- Род Тарбаганчики, или Толстохвостые тушканчики (Pygerethmus)
  - Тарбаганчик, или земляной зайчик (Pygeretmus pumilio; син. Alactagulus pygmaeus[2]))

- Род Мохноногие тушканчики (Dipus)
  - Мохноногий тушканчик (Dipus sagitta)

- Род Емуранчики (Scirtopoda)
  - Монгольский емуранчик (Stylodipus andrewsi; син. Scirtopoda andrewsi)
  - Джунгарский емуранчик (Stylodipus sungorus[1] ранее особей этого вида относили к  Scirtopoda telum[2] )

- Род Карликовые тушканчики (Cardiocranius)
  - Пятипалый карликовый тушканчик, или кардиокраниус (Cardiocranius paradoxus)

- Род Трёхпалые карликовые тушканчики (Salpingotus)
  - Тушканчик Козлова, или сальпинготус Козлова (Salpingotus kozlovi)
  - Жирнохвостый тушканчик, или сальпинготус (Salpingotus crassicauda)

- Род Длинноухие тушканчики (Euchoreutes)
  - Длинноухий тушканчик (Euchoreutes naso)

### СемействоХомяковые(Cricetidae)
- Род Серые хомячки (Cricetulus)
  - Серый хомячок (Cricetulus migratorius)
  - Барабинский, или даурский, хомячок (Cricetulus barabensis)
  - Забайкальский хомячок (Cricetulus pseudogriseus), иногда рассматривается в составе Cricetulus barabensis
  - Хомячок Соколова (Cricetulus sokolovi), ранее особей этого вида относили к  Cricetulus barabensis
  - Длиннохвостый хомячок (Cricetulus longicaudatus)

- Род Мохноногие хомячки (Phodopus)
  - Хомячок Роборовского (Phodopus roborovskii)
  - Хомячок Кэмпбелла (Phodopus campbelli)

- Род Эверсманновы хомячки (Allocricetulus)
  - Монгольский хомячок (Allocricetulus curtatus)

- Род Слепушонки (Ellobius)
  - Восточная слепушонка (Ellobius tancrei)[1] ранее особей этого вида относили к  Ellobius talpinus[2]

- Род Лесные лемминги (Myopus)
  - Лесной лемминг (Myopus schisticolor)

- Род Лесные полёвки (Clethrionomys)
  - Красно-серая полёвка (Clethrionomys rufocanus; син. Myodes rufocanus)
  - Красная, или сибирская красная, полёвка (Clethrionomys rutilus; син. Myodes rutilus)

- Род Скальные полёвки (Alticola)
  - Тувинская полёвка (Alticola tuvinicus; син. Полёвка серебристая Alticola argentata[1])
  - Хангайская полёвка (Alticola semicanus; син. Полёвка серебристая Alticola argentata[1])
  - Гобийская полёвка (Alticola barakshin)
  - Плоскочерепная полёвка (Alticola strelzowi)
  - Большеухая полёвка (Alticola macrotis)

- Род Степные пеструшки (Lagurus)
  - Степная пеструшка (Lagurus lagurus)

- Род Жёлтые пеструшки (Eolagurus)
  - Жёлтая пеструшка (Eolagurus luteus)
  - Тибетская пеструшка (Eolagurus przewalskii)

- Род Ондатры (Ondatra)

- - Ондатра (Ondatra zibethicus)[5]

- Род Водяные полёвки (Arvicola)
  - Водяная полёвка (Arvicola terrestris)

- Род Брандтовы полёвки (Lasiopodomys)
  - Полёвка Брандта (Lasiopodomys brandti)
  - Китайская полёвка (Lasiopodomys mandarinus)

- Род Серые полёвки (Microtus)
  - Полёвка-экономка (Microtus oeconomus)
  - Приозёрная полёвка (Microtus limnophilus)
  - Унгурская полёвка, или полёвка Максимовича (Microtus maximowichi)
  - Большая, или дальневосточная, полёвка (Microtus fortis)
  - Монгольская полёвка (Microtus mongolicus)
  - Узкочерепная, или стадная, полёвка (Microtus gregalis)

- Род Цокоры (Myospalax)
  - Маньчжурский цокор (Myospalax epsilanus)
  - Даурский цокор (Myospalax aspalax)

### СемействоПесчанковые(Gerbillidae)
- Род Малые песчанки (Meriones)
  - Тамарисковая, или гребенчуковая, песчанка (Meriones tamariscinus)
  - Полуденная песчанка (Meriones meridianus)
  - Когтистая, или монгольская, песчанка (Meriones unguiculatus)

- Род Большие песчанки (Rhombomys)
  - Большая песчанка (Rhombomys opimus)

### СемействоМышиные(Muridae)
- Род Мыши-малютки (Micromys)
  - Мышь-малютка (Micromys minutus)

- Род Восточные мыши (Apodemus)
  - Полевая мышь (Apodemus agrarius)
  - Восточноазиатская, или восточноазиатская лесная, мышь (Apodemus peninsulae)

- Род Домовые мыши (Mus)
  - Домовая мышь (Mus musculus)

- Род Крысы (Rattus)
  - Серая крыса (Rattus norvegicus)

## ОтрядЗайцеобразные(Lagomorpha)

### СемействоЗайцевые(Leporidae)
- Род Зайцы (Lepus)
  - Заяц-беляк (Lepus timidus)
  - Заяц-толай, или заяц-песчаник, или капский заяц (Lepus capensis; Lepus tolai)

### СемействоПищухи(Ochotonidae)
- Род Пищухи (Ochotona)
  - Алтайская, или альпийская, пищуха (Ochotona alpina)
  - Хэнтэйская пищуха (Ochotona hoffmanni)
  - Северная пищуха (Ochotona hyperborea)
  - Монгольская пищуха (Ochotona pallasi)
  - Даурская пищуха (Ochotona dauurica)

## ОтрядНасекомоядные(Eulipotyphla)

### СемействоЕжовые(Erinaceidae)
- Род Обыкновенные ежи (Erinaceus)
  - Даурский ёж (Erinaceus dauuricus)

- Род Ушастые ежи (Hemiechinus)
  - Ушастый ёж (Hemiechinus auritus)

### СемействоКротовые(Talpidae)
- Род Обыкновенные кроты (Talpa)
  - Сибирский, или алтайский, крот (Talpa altaica)

### СемействоЗемлеройковые(Soricidae)
- Род Белозубки (Crocidura)
  - Малая белозубка (Crocidura suaveolens)

- Род Бурозубки (Sorex)
  - Средняя бурозубка (Sorex caecutiens)
  - Плоскочерепная бурозубка (Sorex roboratus)
  - Равнозубая бурозубка (Sorex isodon)
  - Обыкновенная бурозубка (Sorex araneus)
  - Тундряная, или арктическая, бурозубка (Sorex tundrensis; син. Sorex arcticus)
  - Крупнозубая, или тёмнозубая, или тёмнолапая, бурозубка (Sorex daphaenodon)
  - Крошечная бурозубка, или бурозубка Черского (Sorex minutissimus; син. Sorex tscherskii)

- Род Куторы (Neomys)
  - Обыкновенная, или водяная, кутора (Neomys fodiens)

## ОтрядРукокрылые(Chiroptera)

### СемействоГладконосые(Vespertilionidae)
- Род Ночницы (Myotis)
  - Усатая ночница (Myotis mystacinus)
  - Ночница Брандта (Myotis brandti)
  - Ночница Иконникова (Myotis ikonnikovi)[1]
  - Водяная ночница, или ночница Добантона (Myotis daubentoni;

- Род Ушаны (Plecotus)
  - Бурый ушан (Plecotus auritus)
  - Серый ушан (Plecotus austriacus)

- Род Кожановидные нетопыри (Hypsugo)
  - Кожановидный нетопырь (Hypsugo savii)

- Род Кожаны (Eptesicus)
  - Северный кожанок (Eptesicus nilssoni)
  - Гобийский кожанок (Eptesicus gobiensis)
  - Поздний кожан (Eptesicus serotinus)

- Род Двухцветные кожаны (Vespertilio)
  - Двухцветный кожан (Vespertilio murinus)
  - Восточный кожан (Vespertilio superans)

- Род Трубконосы (Murina)
  - Сибирский, или большой, трубконос (Murina leucogaster) [6]

## ОтрядХищные(Carnivora)

### СемействоПсовые(Canidae)
- Род Енотовидные собаки (Nyctereutes)
  - Енотовидная собака, или уссурийский енот, или мангут (Nyctereutes procyonoides)

- Род Волки и собаки (Canis)
  - Волк (Canis lupus)

- Род Красные волки (Cuon)
  - Красный волк (Cuon alpinus)

- Род Лисицы (Vulpes)
  - Лисица обыкновенная (Vulpes vulpes)
  - Корсак, или степная лисица (Vulpes corsac)

### СемействоМедвежьи(Ursidae)
- Род Медведи (Ursus)
  - Бурый медведь (Ursus arctos)
    -       - Подвид Гобийский бурый медведь (Ursus arctos gobiensis)
      - Подвид Сибирский бурый медведь (Ursus arctos collaris)

### СемействоКуницевые(Mustelidae)
- Род Куницы (Martes)
  - Каменная куница, или куница-белодушка (Martes foina)
  - Соболь (Martes zibellina)

- Род Ласки и хорьки (Mustela)

- - Солонгой (Mustela altaica)
  - Ласка (Mustela nivalis)
  - Горностай (Mustela erminea)
  - Колонок (Mustela sibirica)
  - Степной, или светлый, хорь (Mustela eversmanni)

- Род Перевязки (Vormela)
  - Перевязка (Vormela peregusna)

- Род Росомахи (Gulo)
  - Росомаха (Gulo gulo)

- Род Барсуки (Meles)
  - Азиатский барсук (Meles amurensis)

- Род Выдры (Lutra)
  - Речная выдра, или порешня (Lutra lutra)

### СемействоКошачьи(Felidae)
- Род Коты (Felis)
  - Манул (Felis manul)
  - Степной или пятнистый кот (Felis lybica)[7]

- Род Рыси (Lynx)
  - Рысь (Lynx lynx)

- Род Ирбисы (Uncia)
  - Ирбис (Uncia uncia)

## ОтрядНепарнокопытные(Perissodactyla)
- Семейство Лошадиные (Equidae)
  - Род Лошади (Equus)
    - Вид Дикая лошадь (Equus ferus)
      - Подвид Лошадь Пржевальского (Equus ferus przewalskii), в дикой природе истреблена, реинтродуцирована

    - Вид Кулан (Equus hemionus)

## ОтрядКитопарнокопытные(Cetartiodactyla)

### СемействоСвиные(Suidae)
- Род Кабаны (Sus)
  - Кабан (Sus scrofa)

### СемействоВерблюдовые(Camelidae)
- Род Верблюды (Camelus)
  - Дикий верблюд или хавтагай (Camelus bactrianus)

### СемействоКабарговые(Moschidae)
- Род Кабарги (Moschus)
  - Кабарга (Moschus moschiferus)

### СемействоОленьи(Bovidae)
- Род Настоящие олени (Cervus)
  - Благородный олень (Cervus elaphus)

- Род Косули (Capreolus)
  - Сибирская косуля (Capreolus pygargus)

- Род Северные олени (Rangifer)
  - Северный олень (Rangifer tarandus)

- Род Лоси (Alces)
  - Лось (Alces alces)

### СемействоПолорогие(Cervidae)
- Род Дзерены (Procarpa)
  - Дзерен (Procapra gutturosa; син. Gazella gutturosa)

- Род Сайги (Saiga)
  - Сайга (Saiga tatarica)

- Род Горные козлы (Capra)
  - Сибирский козёл (Capra sibirica)

- Род Бараны (Ovis)
  - Архар, или аргали, или горный баран (Ovis ammon)

- Род Газели (Gazella)
  - Джейран (Gazella subgutturosa)